# Katedra Niepokalanego Poczęcia Najświętszej Maryi Panny w Siedlcach
Katedra pw. Niepokalanego Poczęcia NMP – kościół murowany w stylu neogotyckim o planie krzyża łacińskiego według projektu architekta gubernialnego Zygmunta Zdańskiego. Obecnie katedra znajduje się przy ulicy Bp. I. Świrskiego 55 (podst. 19/52 m, wys. wież 75 m, wys. nawy głównej 16,5 m).
Katedra znajduje się na szlaku Perły Mazowsza na jego pętli wschodniej. Przed katedrą znajduje się tablica informacyjna szlaku.

## Historia
Kościół wybudowany został w latach 1906–1912, staraniem ks. Józefa Scipio del Campo na placu ofiarowanym przez Ludwika Górskiego w imieniu Towarzystwa Kredytowego Ziemskiego. Konsekrowany 21 września 1913 przez Franciszka Jaczewskiego, bpa lubelskiego. Katedra od 25 stycznia 1924 na mocy bulli Stolicy Apostolskiej. Ostatecznie wykończony w 1928 staraniem ks. Juliana Rystera z ofiar duchownych i wiernych z okazji rocznicy 10-lecia wskrzeszenia diecezji. Podczas II wojny światowej zostały zniszczone witraże, później odrestaurowane. Kościół przeszedł gruntowny remont w l. 1997–1998 (przed pielgrzymką papieża Jana Pawła II w 1999, podczas której odwiedził Siedlce), kiedy odrestaurowano prezbiterium (wymiana posadzki, przeniesienie tabernakulum) i wykonano nowy witraż w centralnym oknie frontonu. Obecnie funkcję proboszcza pełni ks. Dariusz Mioduszewski.

## Organy
Katedra posiada dwa instrumenty - organy główne, oraz organy w prezbiterium. 
Organy główne wybudował Dominik Biernacki w 1928 roku. Od 2004 nie były używane. W latach 2017–2019 miał miejsce generalny remont instrumentu, który przeprowadził organmistrz Michał Klepacki. Uroczystego poświęcenia instrumentu dokonał 27 kwietnia 2019 kardynał Stanisław Ryłko. Organy są wykorzystywane w celach koncertowych.
Organy w prezbiterium złożył w 2004 roku organmistrz Marian Leśniczuk z Korczewa. Mają 20 głosów, o 10 mniej od organów głównych. Instrument posiada między innymi wiatrownice stożkowe firmy F. B. Maerz, które pochodzą z kościoła sióstr franciszkanek w Au am Inn, w Bawarii, a także kontuar firmy Eisenschmidt. Piszczałki ustawione są w pomieszczeniach nad zakrystiami po obu stronach prezbiterium.
Dyspozycja organów głównych:
| Manuał I              | Manuał II                    | Pedał                |
| --------------------- | ---------------------------- | -------------------- |
| 1. Trąbka 8           | 1. Obój 8                    | 1. Sub kontra bas 32 |
| 2. Mikstura 3 ch [2’] | 2. Kornet 2-4 rzędy [2 2/3’] | 2. Gamba bas 16      |
| 3. Super oktawa 2     | 3. Pikolo 2                  | 3. Subbas 16         |
| 4. Kwinta 2 2/3       | 4. Dzwonki 4*                | 4. Fletbas 8         |
| 5. Oktawa 4           | 5. Trawers flet 4            | 5. Oktaw bas 8       |
| 6. Wiola 4            | 6. Wox celestis 8            | 6. [Fagot] 16 **     |
| 7. Rorflet 4          | 7. Flet łagodny 8            |                      |
| 8. Dulcya 8           | 8. Aeolina 8                 |                      |
| 9. Amabilis 8         | 9. Pryncypał skrzypcowy 8    |                      |
| 10. Waltornia 8       | 10. Salicet 16               |                      |
| 11. Gamba 8           |                              |                      |
| 12. Pryncypał 8       |                              |                      |
| 13. Bourdon 16        |                              |                      |
| 14. Pryncypał 16      |                              |                      |